# Harry Vanda
Johannes Hendricus Jacob van den Berg, conhecido também por Harry Vanda (Haia, 22 de março de 1946), é um músico e produtor popular da Austrália, famoso por trabalhar com a banda de rock n'roll e heavy metal AC/DC.

## Carreira
Nascido na Europa, migrou para a Austrália no ano de 1964 para realizar seus projetos musicais e investir em sua carreira. Morando em Sydney, uma das principais cidades do país, conheceu George Young, com quem montou uma banda de rock n'roll, os The Easybeats. No ano de 1973, trabalhou de produtor junto com George Young na criação dos álbuns do AC/DC, entre eles, o Let There Be Rock, Powerage, High Voltage e o T.N.T., álbuns da era Bon Scott.